# Tweedledum et Tweedledee

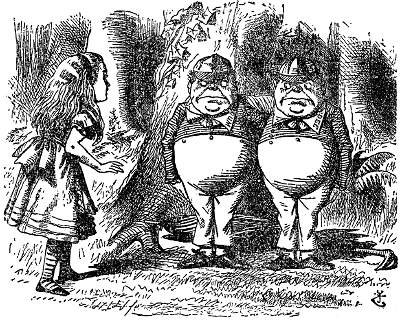
Tweedledum et Tweedledee par John Tenniel.

Tweedledum et Tweedledee sont les personnages d’une comptine britannique écrite par le poète John Byrom (en), et popularisés par De l'autre côté du miroir (1872) de Lewis Carroll. En français, ils peuvent aussi être appelés Bonnet Blanc et Blanc Bonnet, ou encore Tralalère et Tralali selon les traductions.
Leur nom proviendrait d'une épigramme écrite par le poète John Byrom. Depuis, dans la culture populaire occidentale, leurs noms sont devenus synonymes de deux personnes qui ont une apparence et des agissements identiques, généralement dans un contexte péjoratif.

## Comptine
En anglais, la comptine populaire est la suivante :
Tweedledum and Tweedledee

Agreed to have a battle;

For Tweedledum said Tweedledee

Had spoiled his nice new rattle.

Just then flew down a monstrous crow,

As black as a tar-barrel;

Which frightened both the heroes so,

They quite forgot their quarrel.
Ce qui signifie à peu près :
Tweedledum et Tweedledee

Convinrent d'une bataille ;

Car Tweedledum avait dit que Tweedledee

Avait gâté son beau hochet neuf.

C'est alors que vola bas un monstrueux corbeau,

Noir comme un baril de goudron ;

Qui effraya tellement les deux héros,

Qu'ils en oublièrent presque leur querelle.

## Origines
Les mots « Tweedle-dum and Tweedle-dee » font leur première apparition sur le papier dans l'une des épigrammes les plus célèbres et les plus souvent citées (et parfois mal interprétées), satirisant les désaccords entre Georg Friedrich Haendel et Giovanni Bononcini, écrit par John Byrom (en) (1692-1763),.
Some say, compar'd to Bononcini

That Mynheer Handel's but a Ninny

Others aver, that he to Handel

Is scarcely fit to hold a Candle

Strange all this Difference should be

'Twixt Tweedle-dum and Tweedle-dee!
Bien que Byrom soit clairement l'auteur de l'épigramme, les deux dernières lignes ont aussi été attribuées à Jonathan Swift et Alexander Pope. Bien que la forme familière de la rime n'ait pas été imprimée jusqu'en 1805, quand elle est parue dans Original Ditties for the Nursery, il est possible que Byrom l'ait tirée d'une rime existante.

## De l’autre côté du miroir
Dans cette histoire de Lewis Caroll, Alice rencontre Tweedledum et Tweedledee. Sir John Tenniel, l’illustrateur, les représente comme deux gros petits jumeaux habillés comme des écoliers de l’époque.

## Disney

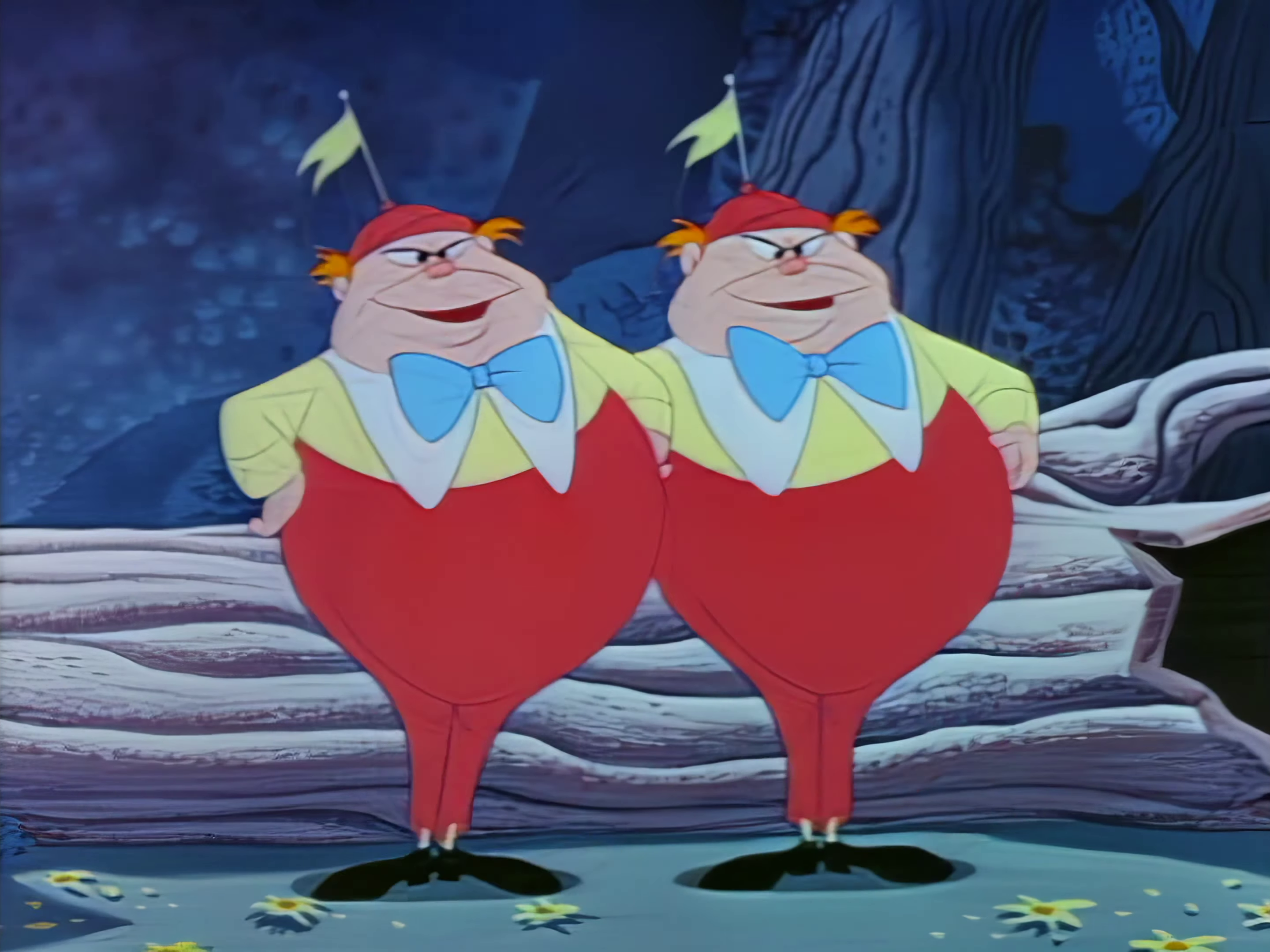
Tweedledum et Tweedledee dans Alice au pays des merveilles de Disney.

Dans Alice au pays des merveilles de Disney (1951), les frères Tweedle sont représentés comme deux étranges bonshommes ne pensant qu’à chanter, à jouer, et couinant comme des jouets de caoutchouc à chaque fois qu'ils se tapent entre eux.

## Dans d'autres langues
- Espagnol : Patachunta y Patachún
- Espéranto : Fingrumad kaj Fingrumid
- Français : Bonnet Blanc et Blanc Bonnet / Tralalère et Tralali
- Italien : Pincopanco e Pancopinco
- Russe : Траляля и Труляля (Tralialia i Troulialia)

## Dans la culture populaire
- Dans une lettre de 1921 à Harriet Shaw Weaver, l'écrivain James Joyce utilise les jumeaux « Tweedledum et Tweedledee » pour caractériser Sigmund Freud et Carl Gustav Jung et leurs querelles[4].
- Helen Keller a dit de la démocratie aux États-Unis: « Notre démocratie n'est qu'un nom, nous votons, c'est-à-dire que nous choisissons entre deux corps d'autocrates réels, mais pas avoués, nous choisissons entre Tweedledum et Tweedledee. »[5]
- Tweedledum et Tweedledee (dans la version de 1951 d'Alice au pays des merveilles[6]) sont fréquemment représentés dans les parcs Disney. Les personnages apparaissent plus tard dans la série télévisée Disney's tous en boîte ainsi que dans la scène finale de Qui veut la peau de Roger Rabbit[7].
- Durant les élections présidentielles américaines, les candidats se présentant comme l'alternative — George Wallace en 1968, Ross Perot en 1992, Ralph Nader en 2000 — désignent leurs adversaires républicains et démocrates comme Tweedledum et Tweedledee[8],[9],[10].
- Tweedle Dee & Tweedle Dum est la chanson d'ouverture de l'album Love and Theft de Bob Dylan[11]
- Ils apparaissent aussi dans le film Alice au pays des merveilles, réalisé par Tim Burton en 2010.
- Tweedledum et Tweedledee apparaissent dans la série télévisée Once Upon a Time in Wonderland en tant que serviteurs de la Reine de Cœur, dépeint par Ben Cotton et Matty Finochio[12]
- Tweedledum et Tweedledee apparaissent également dans le jeu vidéo The Wolf Among Us.
- Tweedledum et Tweedledee sont des membres de l'armée de libération d'Obi dans la série Angelfall de Susan Ee.
- Dans le film Le Dernier Roi d'Écosse, Amin Dada surnomme ainsi ses « deux conseillers fidèles et avisés » Garrigan et Wasswa en plaisantant.
- Tweedledum et Tweedledee sont également des super-vilains appartenant à l'univers de Batman de DC Comics. Obsédés par Alice au pays des merveilles, ils se sont identifiés à eux. Ils s'appellent en réalité Deever et Dumfree Tweed et sont des cousins à la ressemblance assez troublante.

## Honneur
Les astéroïdes (9387) Tweedledee et (17681) Tweedledum sont nommés d'après ces deux personnages.